# Ordning (gruppteori)
Inom gruppteorin används termen ordning för två närbesläktade begrepp:
1. Ordningen för en grupp G är antalet element i gruppen och betecknas med |G|.
2. Ordningen för ett element g i en grupp G är detsamma som ordningen för den cykliska delgrupp av G som genereras av g.

Om gruppen G är ändlig, g är ett element i G och e är enhetselementet i G, så är ordningen för g lika med det minsta positiva heltalet n sådant att gn = e. I detta fall delar ordningen för g alltid |G|. Generellt delar ordningen för en delgrupp ordningen för hela gruppen, som en följd av Lagranges sats.